# Best of Bee Gees
Best of Bee Gees ist ein Kompilationsalbum der Bee Gees, zusammengestellt mit Titeln aus den Jahren 1966 bis 1969.

## Produktion
»Best of Bee Gees« war die erste Zusammenstellung internationaler Bee-Gees-Titel. Beginnend mit dem 1966er Hit Spicks and Specks, noch aus der Zeit der Band in Australien, bis hin zu First of May vom Album »Odessa« vom Frühjahr 1969. Erstmals auf einer LP erschienen dabei neben Spicks and Specks (im elektronisch produziertem Stereomix) auch Words und I’ve Gotta Get a Message to You, allesamt in Deutschland nur als Single veröffentlicht und daher auch im Monomix enthalten (in den USA wurde für Words ein Stereomix erstellt). Dagegen fehlte die Single Jumbo.
Verschiedene Umstände könnten darauf hinweisen, dass diese Zusammenstellung ursprünglich nur für den US-Markt bestimmt war und in Europa nur erschien, weil durch den Zerfall der Band und die Verzögerungen bei der Veröffentlichung des längst fertigen Albums Cucumber Castle vor Weihnachten 1969 plötzlich keine neue Bee-Gees-Produktion auf dem Markt war. Zum einen war das Album in den USA bereits im Juni 1969 erschienen, ungewöhnlich lange bevor es in Europa erschien. Außerdem zeigt das Tracklisting mit Holiday und I Started A Joke zwei ausschließlich in den USA erschienene Singles.
Das Cover zeigt die Band ohne Vince Melouney, der Ende 1968 die Band verließ (aber auf allen Songs zu hören ist), aber mit Robin Gibb, der im März 1969 eine Solokarriere ankündigte.

### Mitwirkende
- Arrangeur, Dirigent: Bill Shepherd, Phil Dennys
- Gitarre: Vince Melouney
- Schlagzeug: Colin Petersen

## Trackliste
| Track | Titel                                          | Komponist(en)               | Länge | Erstveröffentlichung       |
| ----- | ---------------------------------------------- | --------------------------- | ----- | -------------------------- |
| A1    | Holiday                                        | Barry & Robin Gibb          | 2:52  | Album: Bee Gees’ 1st, 1967 |
| A2    | I’ve Gotta Get a Message to You                | Barry, Robin & Maurice Gibb | 2:56  | Single, 1968, Mono         |
| A3    | I Can’t See Nobody                             | Barry & Robin Gibb          | 3:43  | Album: Bee Gees’ 1st, 1967 |
| A4    | Words                                          | Barry, Robin & Maurice Gibb | 3:13  | Single, 1968, Mono         |
| A5    | I Started a Joke                               | Barry, Robin & Maurice Gibb | 3:04  | Album: Idea, 1968          |
| A6    | Spicks and Specks                              | Barry Gibb                  | 2:52  | Single, 1967               |
| B1    | First of May                                   | Barry, Robin & Maurice Gibb | 2:48  | Single, 1969               |
| B2    | World                                          | Barry, Robin & Maurice Gibb | 3:12  | Album: Horizontal, 1968    |
| B3    | Massachusetts                                  | Barry, Robin & Maurice Gibb | 2:06  | Single, 1967               |
| B4    | To Love Somebody                               | Barry & Robin Gibb          | 2:58  | Album: Bee Gees’ 1st, 1967 |
| B5    | Every Christian Lion Hearted Man Will Show You | Barry, Robin & Maurice Gibb | 3:32  | Album: Bee Gees’ 1st, 1967 |
| B6    | New York Mining Disaster 1941                  | Barry & Robin Gibb          | 2:09  | Single, 1967               |

### Trackliste CD
| Track | Titel                                          | Komponist(en)               | Länge | Erstveröffentlichung       |
| ----- | ---------------------------------------------- | --------------------------- | ----- | -------------------------- |
| 01    | Holiday                                        | Barry & Robin Gibb          | 2:52  | Album: Bee Gees’ 1st, 1967 |
| 02    | I’ve Gotta Get a Message to You                | Barry, Robin & Maurice Gibb | 2:55  | Single, 1968               |
| 03    | I Can’t See Nobody                             | Barry & Robin Gibb          | 3:43  | Album: Bee Gees’ 1st, 1967 |
| 04    | Words                                          | Barry, Robin & Maurice Gibb | 3:13  | Single, 1968               |
| 05    | I Started a Joke                               | Barry, Robin & Maurice Gibb | 3:04  | Album: Idea, 1968          |
| 06    | Tomorrow Tomorrow                              | Barry & Maurice Gibb        | 4:05  | Single, 1969, Mono         |
| 07    | First of May                                   | Barry, Robin & Maurice Gibb | 2:48  | Single, 1969               |
| 08    | World                                          | Barry, Robin & Maurice Gibb | 3:12  | Album: Horizontal, 1968    |
| 09    | Massachusetts                                  | Barry, Robin & Maurice Gibb | 2:06  | Single, 1967               |
| 10    | To Love Somebody                               | Barry & Robin Gibb          | 2:58  | Album: Bee Gees’ 1st, 1967 |
| 11    | Every Christian Lion Hearted Man Will Show You | Barry, Robin & Maurice Gibb | 3:32  | Album: Bee Gees’ 1st, 1967 |
| 12    | New York Mining Disaster 1941                  | Barry & Robin Gibb          | 2:09  | Single, 1967               |

## Ausgaben
Das Album erschien 1969 bei Polydor, in den USA jedoch auf Atco, einem Sublabel von Atlantic Records.
1985 erschien das Album erstmals auf Compact Disc, mit dem Titel Tomorrow, Tomorrow im Single-Monomix, statt Spicks and Specks.
Erst 2008, bei der Wiederauflage durch Reprise Records, wurden alle Mono- gegen Stereomixe ausgetauscht.
Seitdem ist die Zusammenstellung auch digital verfügbar.
- 1969: Polydor 184 297 (LP)
- 1973: RSO 2394 113 (LP)
- 1985: Polydor/RSO 831 594-2 (CD)
- 2008: Reprise 79885 (CD)
- 2020: Capitol Records 602577959370 (LP)

## Rezeption
Wurden von den zuvor veröffentlichten Studioalben der Bee Gees nirgendwo so viele verkauft wie in Deutschland, schaffte es Best of Bee Gees nun auch in England und Amerika in die Top 10 und erlangte Goldstatus. In Deutschland erreichte es Anfang 1970 Platz 26.

## Trivia
Bei der Fertigung der ersten Auflage des Albums in Deutschland wurde versehentlich statt I Can’t See Nobody der Titel Please Read Me auf die Schallplatte gepresst. Einige hundert Schallplatten kamen so in den Handel, bevor der Fehler bemerkt und korrigiert wurde.